# القريشي (تبن)

تعديل مصدري - تعديل

القريشي هي إحدى قرى عزلة الحوطة بمديرية تبن التابعة لمحافظة لحج، بلغ تعداد سكانها 1165 نسمة حسب تعداد اليمن لعام 2004.